# 甘宁镇
甘宁镇是重庆市万州区所辖的一个镇，因三国东吴将军甘宁而得名，现甘宁镇是由原甘宁镇、凉风镇、河口乡在2004年合并而成，面积104.8平方公里，下辖25个行政村，203个村民小组，3个社区居委会，人口总计17606户、59057人，其中社区人口8523人。镇政府驻凉风垭。
甘宁镇东临长江，西倚响水镇，南毗龙沙镇，北连柱山镇，距万州主城区25公里，103省道自东北至西南横贯其境。水、岩盐、天然气等资源丰富，场镇供水能力2050吨/日，有水库15座，总库容4407万立方米，岩盐、天然气可供开采近百年。全镇有林地29124亩，耕地32569亩。当地农业以粮食生产为主，主要农作物有水稻、玉米、小麦、红苕、洋芋等，水果则有荔枝、桂园、西瓜、李子、桃子等，另有桂圆、药材等土特产。工业方面以丝绸、地毯、建筑、水运、电力为骨干行业，新兴的商贸旅游产业则是其生力军。2007年全镇实现生产总值2.89亿元，其中农业总产值8835万元，工业总产值4986万元。
全镇有高完中1所，初级中学2所，中心完小1所。甘宁镇历史文化积淀深厚，民俗风情浓郁，有亚洲第一瀑布——青龙瀑布、现代著名诗人何其芳故居、东吴折冲将军甘宁墓、甘宁湖、清代崖居平安洞等自然人文景观。